# Daniele Caramani

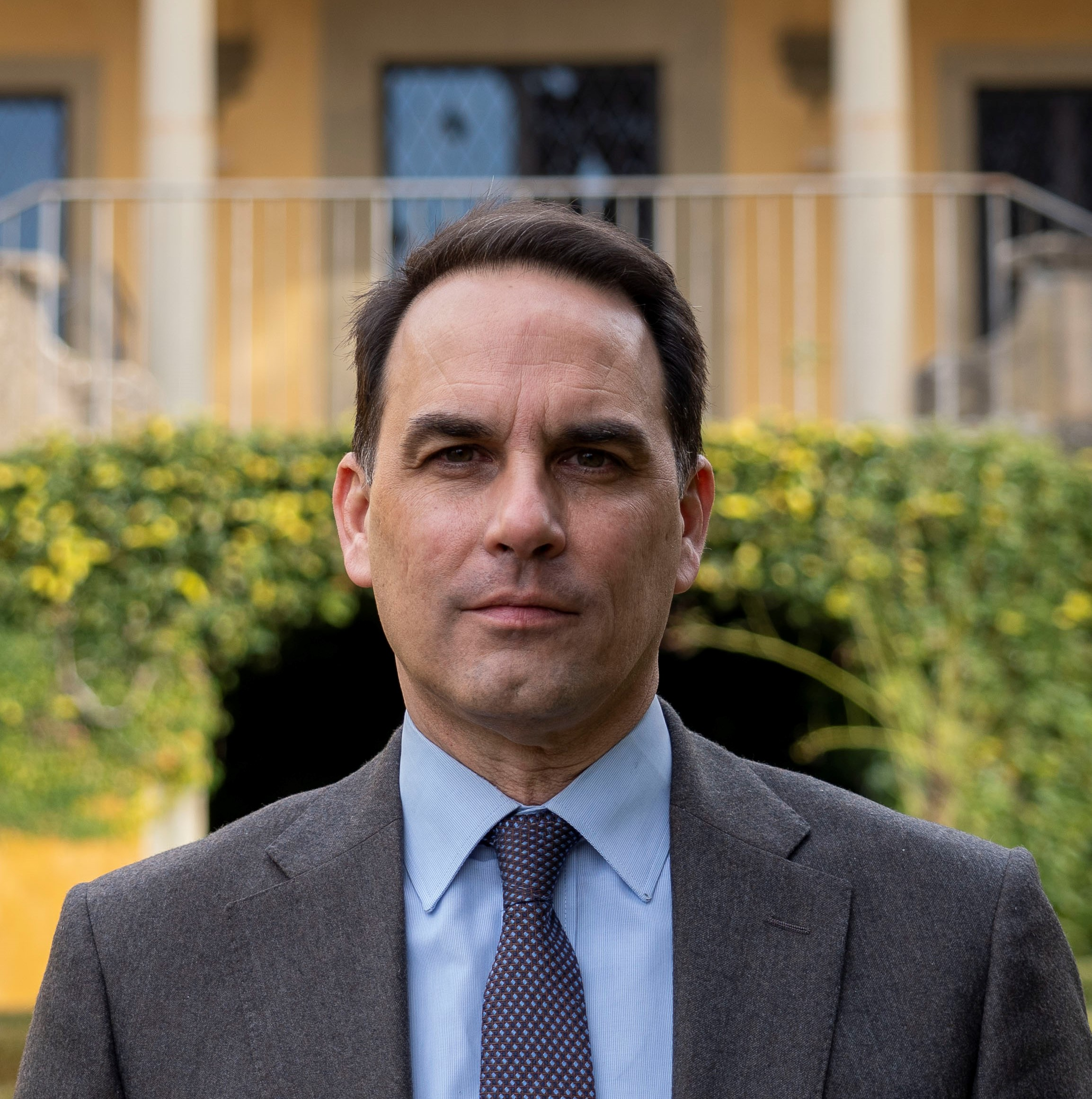
Daniele Caramani (2021)

Daniele Caramani (* 1968 in Mailand) ist ein italienischer Politologe. Er ist seit 2014 Professor für Vergleichende Politikwissenschaft an der Universität Zürich und hält daneben seit 2020 auch eine Professur für European Governance and Politics am Europäischen Hochschulinstitut Florenz.

## Werdegang
Caramani wuchs in Mailand und Paris auf und besuchte dort das Lycée International de Saint-Germain-en-Laye. Nach dem Schulabschluss studierte er Politikwissenschaft an der Universität Genf, an der er 1991 zunächst einen Bachelor- und 1993 einen Masterabschluss erwarb. Anschließend nahm er ein Promotionsstudium am Europäischen Hochschulinstitut (EUI) in Florenz auf, an dem er 1997 promoviert wurde. In den folgenden Jahren hielt er verschiedene Positionen als Postdoc und Fellow am Europäischen Hochschulinstitut, am Nuffield College der Universität Oxford, dem Mannheimer Zentrum für Europäische Sozialforschung und der University of Birmingham.
2008 berief ihn die Universität St. Gallen zum Professor für Vergleichende Politikwissenschaft. 2013 war er als Gastprofessor erneut am EUI in Florenz. 2014 wechselte Caramani als Professor für Vergleichende Politikwissenschaft an die Universität Zürich, an der er seitdem tätig ist. 2019 war er zudem als Gastprofessor an der Australian National University in Canberra. Zusätzlich zu seiner Tätigkeit an der Universität Zürich berief ihn das EUI in Florenz 2020 zum Ernst B. Haas Chair in European Governance and Politics. Seit 2024 leitet Caramani in Zürich zudem das Institut für Politikwissenschaft.
Seit 2024 ist Caramani Mitglied der Academia Europaea.

## Forschung und Rezeption
In seiner Forschung beschäftigt sich Caramani hauptsächlich mit Cleavage-Strukturen und Parteiensystemen, Wahlsystemen sowie Wählerverhalten vor dem Hintergrund der europäischen Integration und Globalisierung, schwerpunktmäßig insbesondere der Nationalisierung und Europäisierung politischer Systeme. In seinem 2004 erschienenen Buch The Nationalization of Politics untersuchte er in einem historischen Vergleich von 17 westeuropäischen Staaten die nationale Vereinheitlichung in der Unterstützung der verschiedenen politischen Parteien sowie die Rolle der sozialen Klassen und des Konflikts zwischen Kapital und Arbeit für diesen Prozess. Für das Werk wurde Caramani 2004 mit dem Stein-Rokkan-Preis für vergleichende Sozialforschung ausgezeichnet, der vom Internationalen Rat für Sozialwissenschaften der UNESCO vergeben wurde. 2015 folgte das Buch The Europeanization of Politics, in dem er die europäische Vereinheitlichung der elektoralen Unterstützung von Parteien und der Parteiensysteme über eine Zeitspanne von mehr als 150 Jahren untersuchte.
Neben zahlreichen Artikeln in Fachzeitschriften veröffentlichte er zudem unter anderem 2000 die Datensammlung Elections in Western Europe since 1815: Electoral Results by Constituencies, die später in das von ihm mitgeleitete Datenarchiv Constituency-Level Elections Archive an der University of Michigan überführt wurde. Für dieses Datenarchiv erhielt er gemeinsam mit seinen drei Co-Direktoren Kenneth Kollman, Allen Hicken und David Backer 2012 den Lijphart/Przeworski/Verba Data Set Award der American Political Science Association.
Darüber hinaus ist Caramani Autor und Herausgeber verschiedener Lehrbücher. Das von ihm herausgegebene Lehrbuch Comparative Politics gilt als ein Standardwerk für das Fach und erschien bis 2023 in insgesamt sechs Auflagen sowie auch in italienischer und kroatischer Übersetzung. Sein Werk  Introduction to the Comparative Method With Boolean Algebra wurde auch ins Standardchinesische übersetzt.
Laut Google Scholar wurden die Veröffentlichungen Caramanis insgesamt bisher über 5.400 Mal in anderen wissenschaftlichen Arbeiten zitiert, mit einem h-Index von 29.

## Werke (Auswahl)
Als Autor:
- Elections in Western Europe since 1815: Electoral Results by Constituencies. Palgrave, London 2000.
- The Nationalization of Politics: The Formation of National Electorates and Party Systems in Western Europe. Cambridge University Press, Cambridge 2004.
- Introduction to the Comparative Method with Boolean Algebra. Sage, Beverly Hills 2009.
- The Europeanization of Politics: The Formation of a European Electorate and Party System in Historical Perspective. Cambridge University Press, Cambridge 2015.

Als Herausgeber:
- Mit Yves Mény: Challenges to Consensual Politics. Lang, Brüssel 2005.
- Comparative Politics. Oxford University Press, Oxford 2008 (sechste Auflage 2023).
- Mit Florian Grotz: Voting Rights in the Age of Globalization. Routledge, London 2016.
- Mit Eri Bertsou: The Technocratic Challenge to Democracy. Routledge, London 2020.